# Haus Muthesius (Weimar)

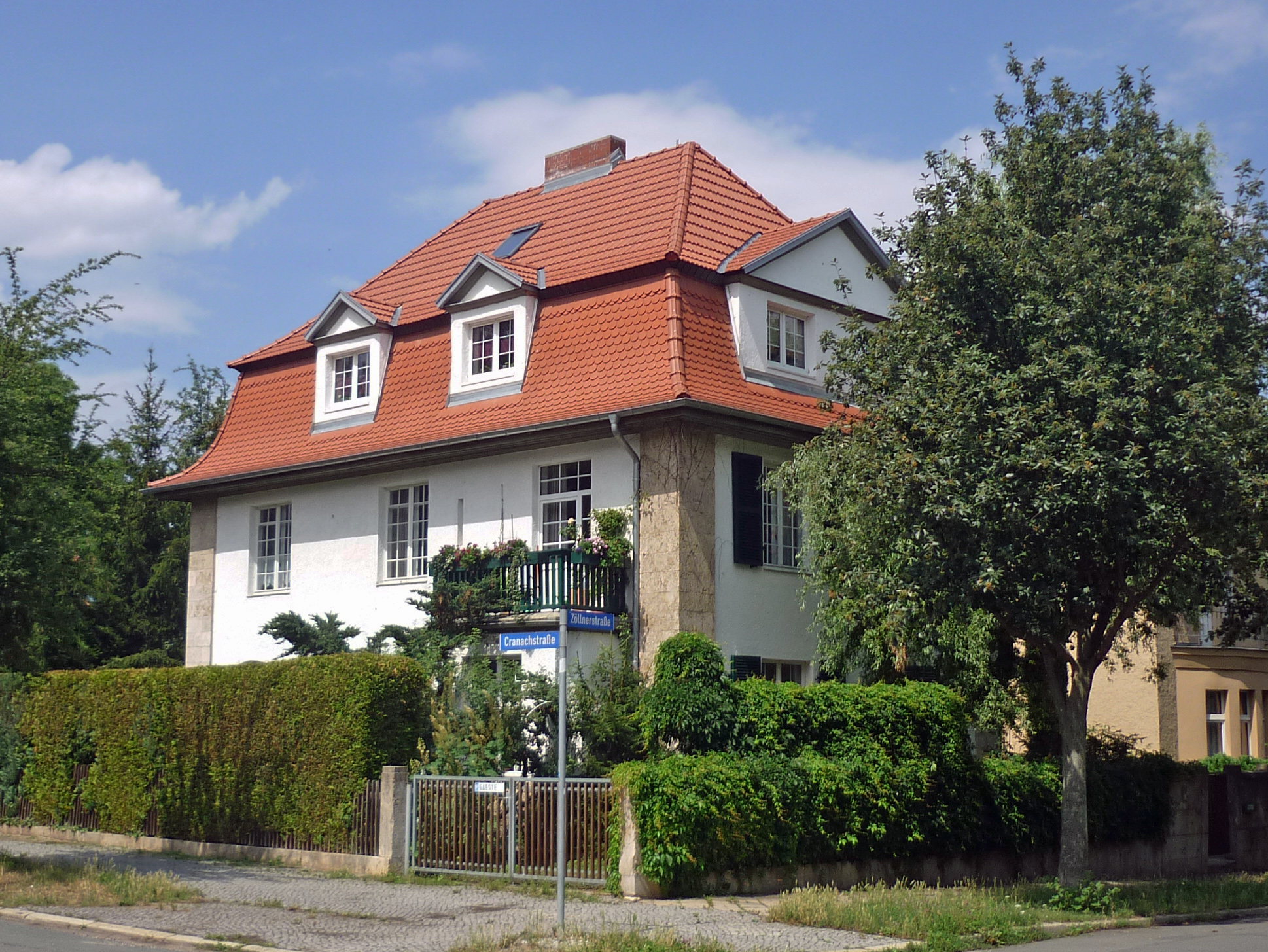
Zöllnerstraße 16

Das Haus Muthesius in der Zöllnerstraße 16 in Weimar ist ein Wohnhaus.
Es wurde 1916/1917 nach dem Entwurf des preußischen Baubeamten und Architekten Hermann Muthesius (1861–1927) errichtet. Es ist das einzige ausgeführte Werk des Jugendstil-Kritikers in Weimar und zugleich ein charakteristisches Beispiel für die Reformarchitektur des Deutschen Werkbundes. Außer der Eingangshalle ist die Raumstruktur größtenteils erhalten geblieben. Das Haus war für seinen Bruder Karl Muthesius bestimmt. Der wiederum war Pädagoge und Schriftsteller.
Das Einfamilienwohnhaus ist mit einem Walmdach gedeckt. Es sind Mansarden vorhanden. Der Sockel ist aus Travertin, während das darüberliegende Mauerwerk verputztes Ziegelmauerwerk ist.
Das Haus Muthesius steht auf der Liste der Kulturdenkmale in Weimar (Einzeldenkmale).